# Балакін Микола Миколайович
Микола Миколайович Балакін (рос. Николай Николаевич Балакин; 9 (22) травня 1911, Київ — 3 вересня 1992, Київ) — радянський футболіст, потім — футбольний суддя. Нападник, виступав за київські «Заліздор», «Локомотив» і «Динамо». Майстер спорту СРСР. Суддя всесоюзної категорії (1952), арбітр ФІФА (1958), представляв Київ. Двічі потрапляв до списку найкращих суддів країни: 1953 і 1964.

## Життєпис
Першим клубом крайнього нападника в 1929 році став «Заліздор» (з 1936 − «Локомотив»), після якого він захищав кольори столичних колективів «Динамо», «Медик» та Окружний будинок офіцерів. У 1932—1935 роках входив до складу збірної Києва. У класі «А» чемпіонату СРСР провів 74 матчі, забив 20 голів («Динамо» − 49/8, «Локомотив» − 25/12). Володар Кубка УРСР у складі «Динамо» (1944).

Могила Миколи Балакіна, Байкове кладовище

Після завершення кар'єри гравця у 1947 році розпочав суддівську кар'єру. З 1950 по 1965 роки обслуговував поєдинки чемпіонату СРСР у класі «А» (90 матчів) та став перший український арбітром, який отримав категорію ФІФА на обслуговування міжнародних матчів. За свою суддівську діяльність нагороджений пам'ятною срібною медаллю «За суддівство 80 матчів чемпіонату СРСР», а також значками Почесного арбітра всесоюзної категорії — за 25 років суддівської практики, та «Почесний арбітр».
1959 року очолив щойностворену Федерацію футболу УРСР, а з лютого 1961 по 1983 рік очолював колегію арбітрів УРСР. У середині 1950-х років був членом президії Всесоюзної секції футболу, а в 1960-ті входив до складу Президії Всесоюзної колегії арбітрів. З 1952 по 1984 рік працював викладачем, доцентом та завідувачем кафедри футболу Київського інституту фізичної культури. Очолював кафедру футболу і хокею Київського інституту фізичної культури з моменту її створення 1963 року впродовж 10 років.
Помер на 82-му році життя 3 вересня 1992 року. Похований разом з дружиною у колумбарії Байкового кладовища (50°25′4.70″ пн. ш. 30°30′13.03″ сх. д. / 50.4179722° пн. ш. 30.5036194° сх. д.).

### Родина
Представник відомої спортивної родини. Молодший брат Володимир і старший син Ігор захищали кольори київського «Динамо» та інших клубів. Молодший син Олександр — суддя всесоюзної категорії (1990), онук Микола — арбітр ФІФА (2016).